# Henry Blanc (équitation)
Pour les articles homonymes, voir Henri Blanc et Blanc (homonymie).
Henry Blanc est ingénieur général honoraire du génie rural, des eaux et des forêts, et inspecteur général des haras nationaux de 1970 à 1982. Du fait de son rôle, il a profondément influencé l'élevage du cheval en France sur cette période, notamment en instituant un partenariat entre les haras nationaux et l'INRA. Ce travail lui a valu la médaille Olivier de Serres en 1998. 
Il est très largement à l'origine de la sauvegarde des neuf races françaises de chevaux de trait, menacées de disparition, par ses conseils aux éleveurs pour réorienter l'élevage vers la production de viande. Cette initiative a permis de conserver la génétique de ces races, en transformant toutefois leur modèle en « chevaux lourds ».